# Chonerhinos naritus
Chonerhinos naritus és una espècie de peix de la família dels tetraodòntids i de l'ordre dels tetraodontiformes.